# Kateřina Alžběta Brunšvicko-Lüneburská
Kateřina Alžběta Brunšvicko-Lüneburská (kolem 1367 – po 1423) byla brunšvicko-lüneburská princezna a provdaná šlesvická vévodkyně a holštýnsko-rendsburská hraběnka. Pocházela z dynastie Welfů, byla dcerou brunšvicko-lüneburského vévody Magnuse II. a jeho manželky Kateřiny Anhaltsko-Bernburské. V letech 1404 až 1415 vykonávala regentskou vládu za svého nezletilého syna Jindřicha IV. Holštýnsko-Rendsburského.

## Manželství a potomci
Kateřina Alžběta byla roku 1390 zasnoubena s Gerhardem VI. Holštýnsko-Rendsburským. Svatba se konala v roce 1395. Z manželství vzešlo pět dětí:
- Ingeborg (1396–1465), abatyše ve Vadsteně
- Jindřich IV. (1397–1427), holštýnsko-rendsburský hrabě, svobodný a bezdětný
- Helvig (1398–1436)
- Adolf VIII. (1401–1459), holštýnsko-rendsburský hrabě
- Gerhard VII. (1404–1433), holštýnsko-rendsburský hrabě, ⚭ 1432 Anežka Bádenská (1408–1473)